# Бранислав Нушич
Бра̀нислав Ну̀шич (на сръбски: Бранислав Нушић или Branislav Nušić; на арумънски: Alchiviadi al Nusha) е виден сръбски писател и комедиограф.

## Биография
Роден е на 20 октомври (8 октомври стар стил) 1864 година в Белград във влашко семейство от битолското село Магарево като Алкивиад ал Нуша, но на 18 години сменя официално името си на Бранислав Нушич.
Завършва Юридическия факултет в Белградския университет. През 1885 година, на 21 години, участва в Сръбско-българската война.
През 1889 година започва работа като служител в сръбското консулство в Битоля и прекарва 10 години на сръбска дипломатическа служба в Македония и Косово. Става вицеконсул в Битоля и Прищина. През 1893 година се жени за Даринка в Лисолайския манастир „Свети Архангел Михаил“.
През 1912 година е окръжен управител в Битоля и се проявява като ревностен проводник на сръбската пропаганда в района. След убийството на българския учител в Прилеп Атанас Лютвиев от сръбски офицери на 5 декември 1912 година, прави всичко възможно да прикрие престъплението.
По-късно работи като директор на Сараевския народен театър. През 1933 година е избран за академик на Сръбската академия на науките. Основател на модерната сръбска реторика. Умира на 19 януари 1938 година в Белград в разгара на работата си над комедия с название „Власт“.

## Творчество
- „Странички от Пожаревацкия затвор“ (1889)
- „Записки на един ефрейтор от Сръбско-българската война“ (1886) и др.

Нушич е ярък комедиограф, изобличител на социалните пороци в сръбското общество от края на XIX век. Автор е на комедиите:
- „Обикновен човек“ (1900)
- „Свят“ (1904)
- „Околосветско пътешествие“ (1910)
- „Автобиография“ (1924)
- „Госпожа министершата“ (1931)
- „Мистър Долар“ (1932)
- „Опечалена фамилия“ (1934)
- „Д-р“ (1936)
- „Покойник“ (1937)

Нушич е автор и на драмите:
- „Така трябваше да стане“ (1900)
- „Семберийският княз“ (1900)
- „Бездна“ (1902)
- „Хаджи Лоя“ (1908) и др.

Автор на учебник по реторика:
- „Реторика“ (1934 г.).

Особено популярна е неговата книга „Автобиография“.